# نصاب (رفحاء)
نصاب قرية ومركز إداري من فئة (أ) تابع لمحافظة رفحاء بمنطقة الحدود الشمالية في السعودية.